# Mermessus dentimandibulatus
Mermessus dentimandibulatus là một loài nhện trong họ Linyphiidae.
Loài này thuộc chi Mermessus. Mermessus dentimandibulatus được Eugen von Keyserling miêu tả năm 1886.